# Vụ thao túng thị trường chứng khoán Việt Nam 2022
Năm 2022, nhiều vụ sai phạm liên quan đến thị trường chứng khoán Việt Nam đã được báo chí Việt Nam đăng tin.

## Các vụ việc
- Ngày 29/03/2022, Trịnh Văn Quyết , Chủ tịch Hội đồng quản trị Công ty Cổ phần Tập đoàn FLC kiêm Chủ tịch hãng hàng không Bamboo Airways, bị khởi tố, bắt tạm giam để điều tra hành vi "thao túng thị trường chứng khoán".[1] Ông Quyết bị Cơ quan Cảnh sát điều tra Bộ Công an (C01) truy cứu trách nhiệm hình sự về tội Thao túng thị trường chứng khoán, theo Điều 211 Bộ luật Hình sự.[2]
- Ngày 20/04/2022, cơ quan Cảnh sát điều tra (C03) Bộ Công an đã ra quyết định khởi tố vụ án "Thao túng thị trường chứng khoán" xảy ra tại Công ty cổ phần chứng khoán Trí Việt (TVB), Công ty cổ phần Louis Holdings, Công ty cổ phần Louis Capital, Công ty cổ phần Louis Land và các đơn vị liên quan. Đồng thời ông Đỗ Đức Nam, Tổng giám đốc Công ty CP chứng khoán Trí Việt; và Lê Thị Thùy Liên, nhân viên dịch vụ tài chính TVB bị bắt giữ với cáo buộc thao túng thị trường chứng khoán, thu lợi bất chính hàng trăm tỉ đồng [3].
- Ngày 20/04/2022, ông Đỗ Thành Nhân (Chủ tịch Công ty cổ phần Louis Holdings) và 3 bị can khác bị Bộ Công an khởi tố, tạm giam về tội Thao túng thị trường chứng khoán [4].
- Ngày 20/05/2022, Hội đồng thành viên Sở Giao dịch chứng khoán Việt Nam đã ra quyết định thi hành kỷ luật bằng hình thức buộc thôi việc đối với ông Lê Hải Trà, Tổng Giám đốc HOSE do đã có vi phạm, khuyết điểm rất nghiêm trọng trong công tác. Trước đó, Ủy ban Kiểm tra Trung ương thông báo khai trừ ông Lê Hải Trà, Bí thư Đảng ủy kiêm Tổng giám đốc HOSE, ra khỏi Đảng.

## Nhận định
Theo thời báo tài chính Việt Nam : 
Trong giai đoạn từ năm 2020 đến tháng 4/2022, đã có tổng cộng 15 vụ việc vi phạm thao túng thị trường chứng khoán đã được cơ quan có thẩm quyền xử lý, bao gồm: 13 vụ việc chưa đến mức truy cứu trách nhiệm hình sự đã được Ủy ban Chứng khoán Nhà nước xử phạt hành chính với tổng số tiền phạt và buộc nộp lại số lợi bất hợp pháp là 10,8 tỷ đồng; 2 vụ việc đến mức truy cứu trách nhiệm hình sự đã được cơ quan điều tra khởi tố (vụ án thao túng cổ phiếu FLC, vụ án thao túng liên quan nhóm Louis Holding (thao túng TGG và BII). Ngoài ra, Ủy ban Chứng khoán Nhà nước đã và đang phối hợp chặt chẽ với cơ quan công an trong xác minh, điều tra xử lý một số vụ việc có dấu hiệu thao túng khác.